# Tonicamo
Tonicamo es una banda de pop ecuatoriana, originaria de Quito. Fue iniciada en 2013 por los músicos Pablo Dávila y Ernesto Torres y a lo largo de los años ha contado con otros integrantes. La música de la banda se enmarca en géneros como el pop, new wave, rock alternativo, pospunk y synthpop; y se caracteriza por sus letras satíricas en las que critica el machismo y los estereotipos sociales.
Para 2023, la banda estaba conformada por Pablo Dávila, Julián Baquerizo y Víctor Hugo Moya.

## Trayectoria musical
La banda se inició en 2013 y tomó su nombre en homenaje al hipnotizador español Tony Kamo. Su primer trabajo discográfico fue Mario Lopez, álbum lanzado en 2015 y que contó con cinco temas. Su nombre fue elegido en honor al actor estadounidense Mario Lopez, conocido por su participación en la serie Saved by the Bell. Tras la salida del álbum, el diario local El Universo incluyó a la banda como una de los diez artistas más destacados de la escena musical independiente ecuatoriana.
Su segundo álbum llevó como título Macho y salió a la venta en 2019. El disco contó con 14 temas en los que destacaba el humor empleado en sus letras, con géneros como el synthpop, el rock y el trap. El tema que da nombre al álbum, Macho Camacho, tiene como temática central la crítica al machismo y la misoginia. El álbum también critica a las masculinidades tóxicas y fue elegido como uno de los mejores álbumes independientes de 2019 por El Universo.
Durante sus primeros álbumes, la banda calificó su estilo como «pop gay», por sus letras transgresoras y ritmos animados. La banda tocó además durante una de las ediciones de la Marcha del Orgullo LGBT de Quito y por un tiempo contó con un integrante abiertamente bisexual.
En 2023 presentaron su tercer álbum, titulado Bysa. El mismo había sido precedido por sencillos como Fieras, presentado en 2021.

## Discografía
- Mario López (2015)
- Macho (2019)
- Bysa (2023)